# Martha Issová
Martha Issová (* 22. března 1981 Praha) je česká herečka, dcera herečky Lenky Termerové a filmového režiséra Morise Issy. Její sestřenicí je česká herečka Klára Issová.

## Herecká tvorba
Začínala hrát v roce 2000 v pražském Divadle Na Fidlovačce. V roce 2005 alternovala za Tatianu Vilhelmovou v roli Paminy v inscenaci Kouzelná flétna v Dejvickém divadle. Od následujícího roku se stala členkou souboru tohoto divadla a její první významnou rolí byla Otýlie v adaptaci Goethova Spříznění volbou.
Čeští televizní diváci ji znají z televizních seriálů Hop nebo trop či Dobrá čtvrť. V filmu debutovala halooo v roce 1999 v snímku Karla Kachyni Hanele, od té doby si zahrála v několika dalších filmech, mimo jiné i ve filmu Tajnosti režisérky Alice Nellis z roku 2007.
V dubnu 2010 se účastnila společně s Jiřím Mádlem a Petrem Zelenkou přípravy klipu určeného pro mládež Přemluv bábu a dědu, ať nevolí levici, který zvedl vlnu vášní a stal se tématem polemiky na stránkách osobních blogů i internetových periodik.

## Osobní život
Jejím životním partnerem je režisér David Ondříček. Dne 27. června 2012 se jim narodila dcera Františka. Na jaře 2018 porodila druhou dceru Emilku.
Několik let žila s Jakubem Prachařem.

## Divadelní role

### Dejvické divadlo
- Wolfgang Amadeus Mozart: Kouzelná flétna - Pamina od r. 2005, alternace za Tatianu Vilhelmovou
- KFT/sendviče reality®, od r. 2005 - Ann
- Fjodor Michajlovič Dostojevskij: Bratři Karamazovi, od r. 2006 - Kateřina
- Johann Wolfgang Goethe: Spříznění volbou, 2006 - Otýlie
- Doyle Doubt: Černá díra, 2007 - Brenda
- Ivan Alexandrovič Gončarov: Oblomov, od r. 2008 - Olga Sergejevna Iljinská
- Fjodor Michajlovič Dostojevskij: Idiot, od r. 2008 - Aglája
- Dennis Kelly: Debris, 2009 - Michelle
- Aki Kaurismäki: Muž bez minulosti, 2010 - dcera
- Petra Tejnorová, Karel František Tománek a kolektiv: Modrovous/suovordoM, 2010 - Žena A
- Karel František Tománek: Wanted Welzl, 2011 - Oojika
- Daniel Doubt: Vzkříšení, 2016 - Annie Fletcherová[3]
- Ester -  Daniel Majling: Vina?, 2021
- Alžběta - William Shakespeare: Richard III., 2022

### Další divadelní role

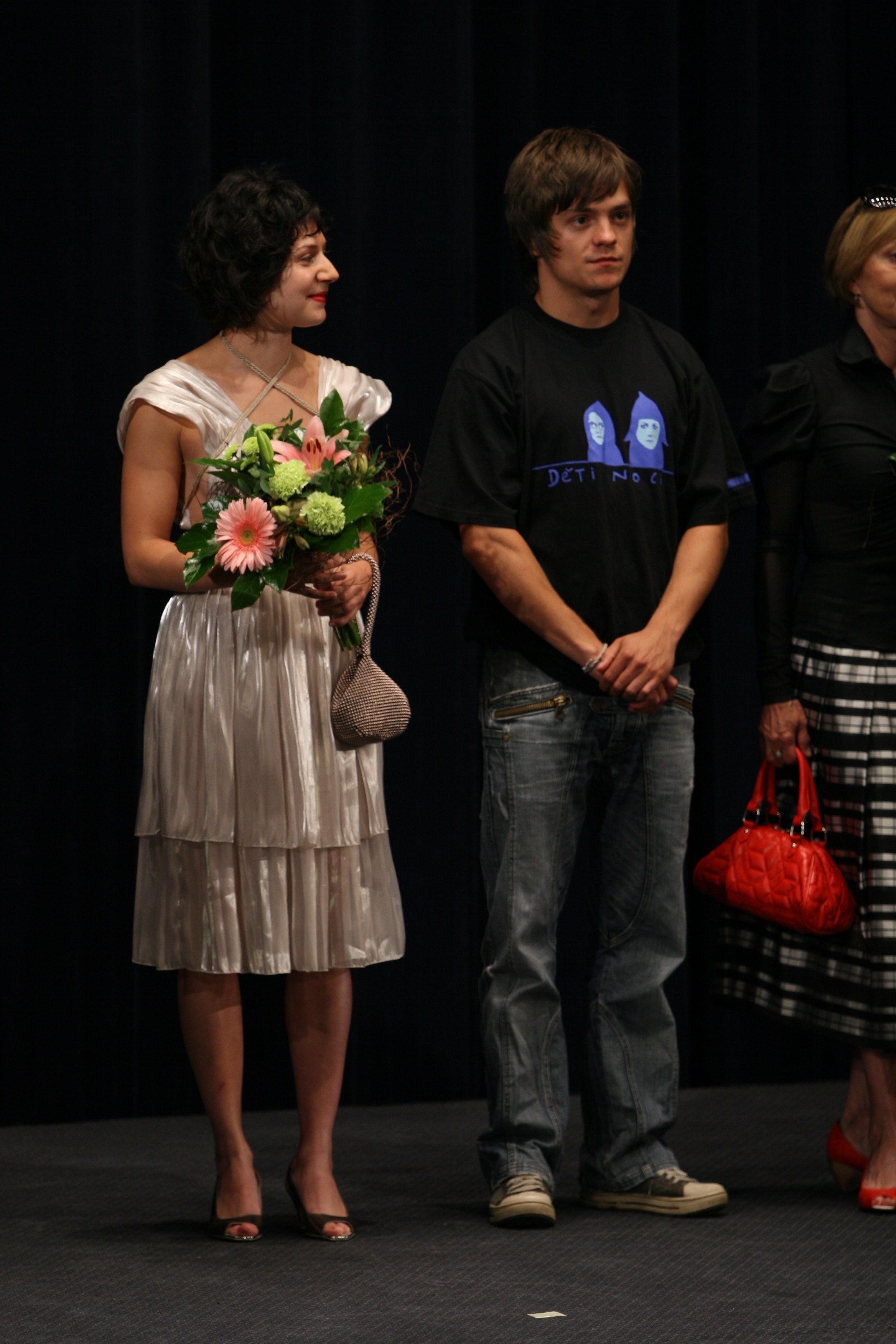
Martha Issová s Jiřím Mádlem na premiéře filmu Děti noci

- Karel Čapek: Loupežník, Divadlo Na Fidlovačce, 2002 - MimiMartha Issová s Jiřím Mádlem na premiéře filmu Děti nociTomáš Töpfer: Horoskop pro Rudolfa II., Divadlo Na Fidlovačce, 2003 - Trudi
- John Patrick: Podivná paní S, Divadlo Na Fidlovačce, 2003 - Fairy May
- Martin Sherman: Když tančila, Divadlo Bez zábradlí, 2005 - Belzer
- György Schwajda: Pomoc, Divadlo v Řeznické, 2005 - Aranka
- Clare McIntyre: Růžový šampaňský, Černá Labuť, 2006 - Mary
- Jan Kraus: Nahniličko, Divadlo Kalich - Seňorita

### Filmografie (výběr)
- 2007: Tajnosti
- 2008: Děti noci
- 2012: Ve stínu
- 2015: Sedmero krkavců
- 2018: Dukla 61
- 2021: Zátopek
- 2022: Buko
- 2023: Úsvit – připravovaný